# Typografia

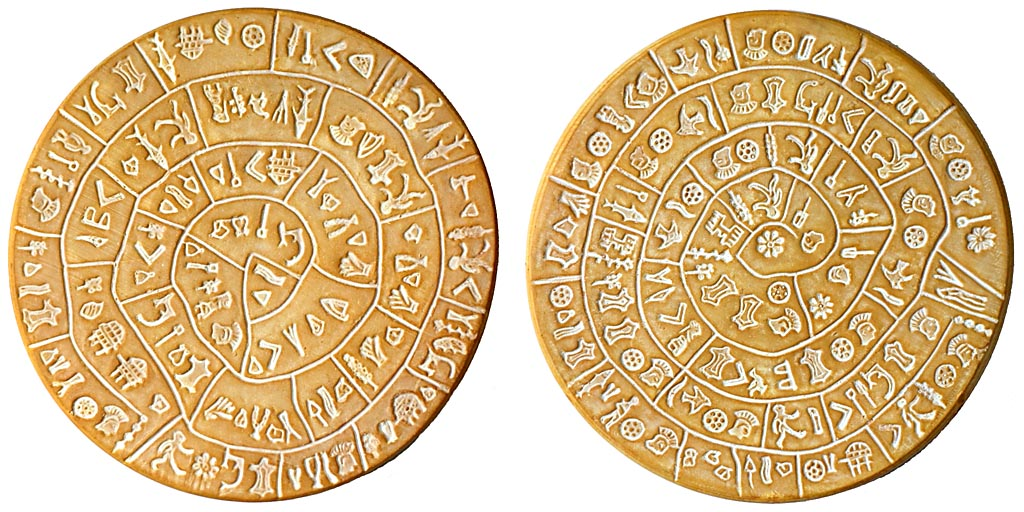
Dysk z Fajstos

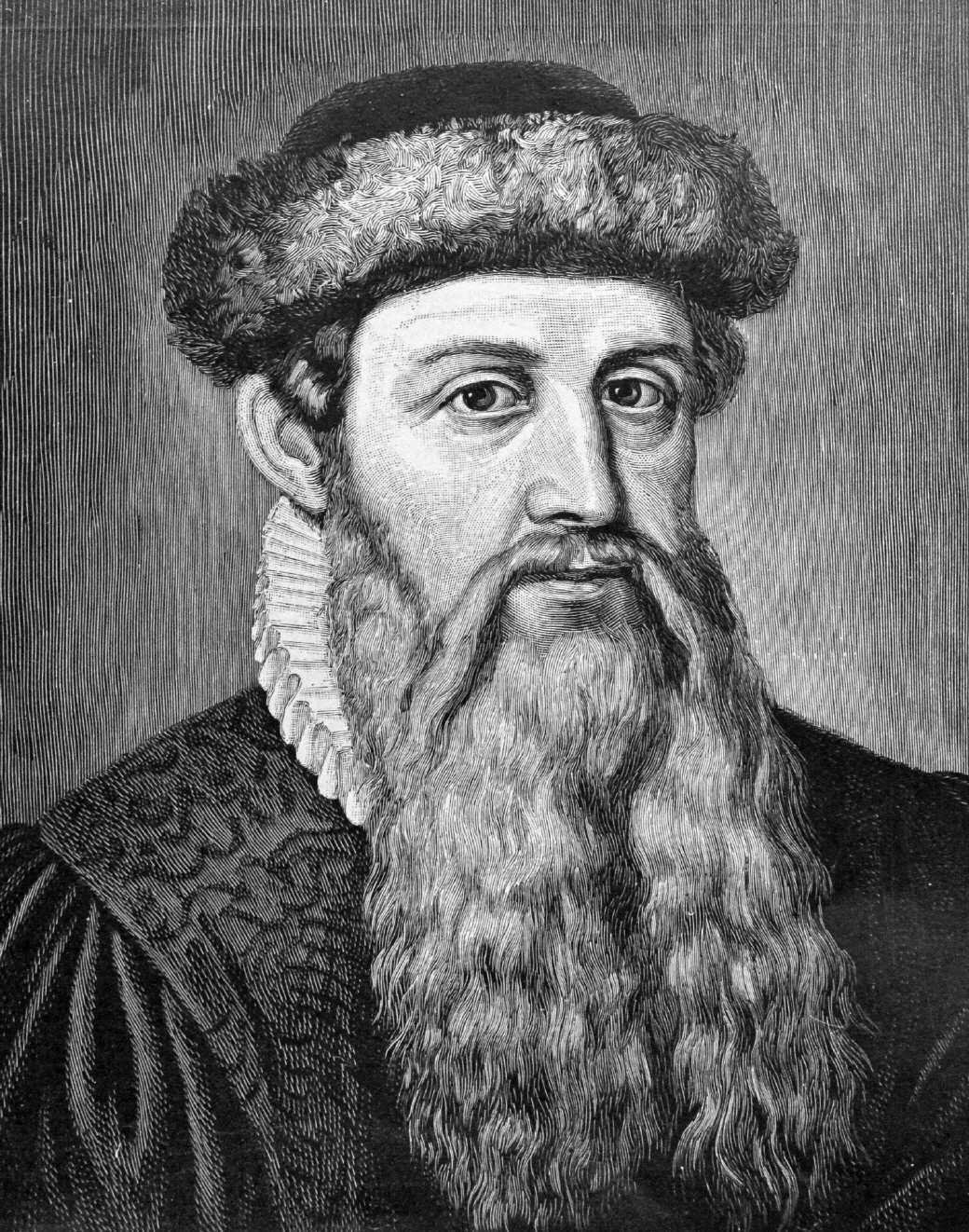
Johannes Gutenberg

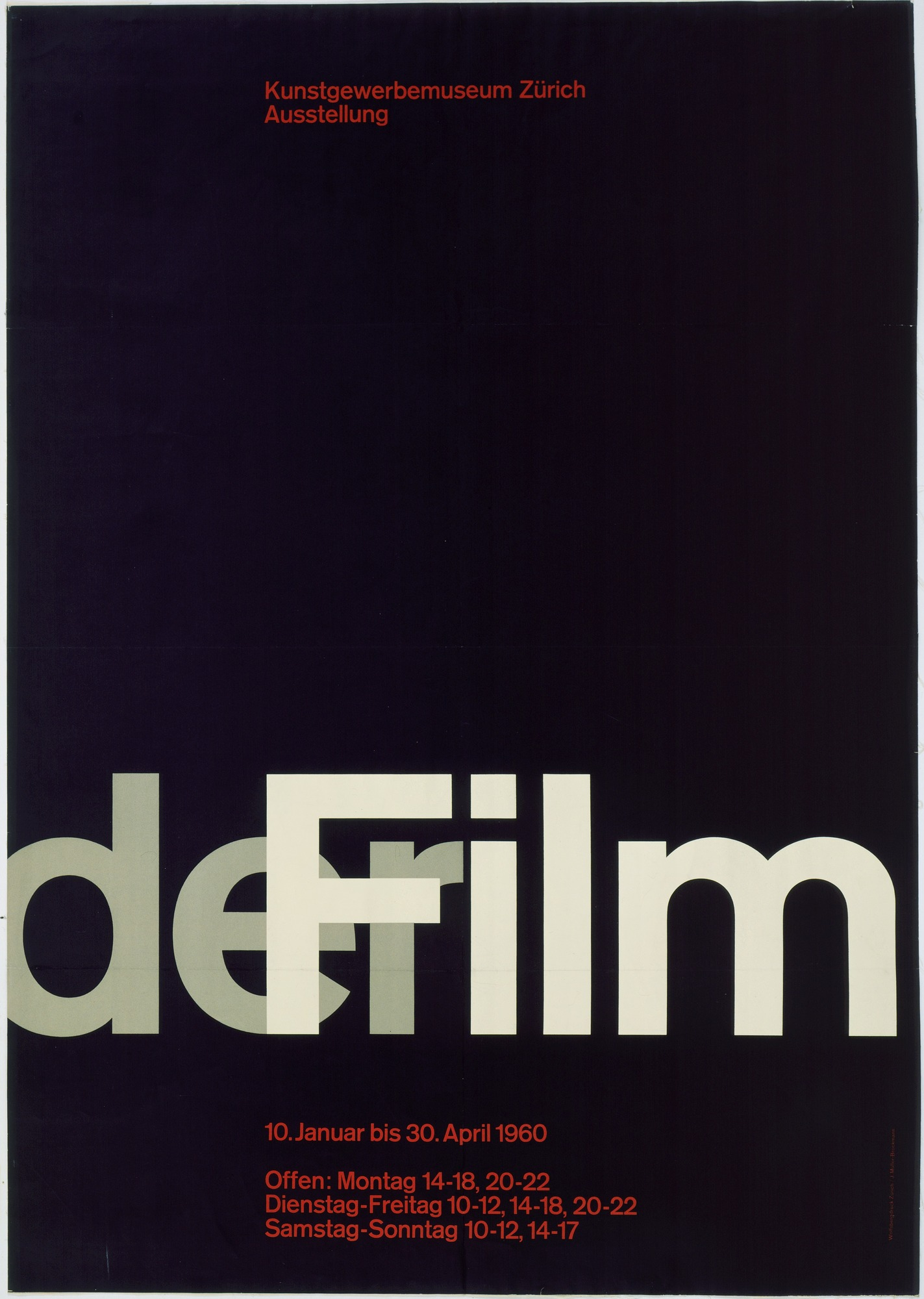
Josef Müller-Brockmann

Typografia (z gr. týpos „odbicie, forma”, gráphō „piszę”) – termin funkcjonujący w kilku różnych znaczeniach. Pierwszym zastosowaniem terminu „typografia” jest historyczne określenie drukarni. Mianem tym określa się również technikę druku wypukłego, zwanego inaczej typograficznym. W trzecim, najszerszym ujęciu, typografia jest dziedziną koncentrującą się na kształtowaniu struktur i aranżacji języka w jego wizualnym wymiarze. Zajmuje się ona doborem pisma, jego użyciem i składem, a także ustalaniem optymalnych norm pisarskich.
O typografii można mówić również w kontekście:
- poligrafii, drukarstwa, raczej w znaczeniu tradycyjnym, związanym ze stosowaniem czcionek;
- ogółu zagadnień dotyczących projektowania drukowanych liter i innych znaków pisarskich (zarówno czcionek, jak i fontów) oraz wzajemnych relacji pomiędzy tymi znakami i grupami znaków;
- układu graficznego drukowanej strony;
- sztuki użytkowej zajmującej się estetyką szaty graficznej publikacji;
- układu graficznego strony w witrynie WWW.

## Współczesne postrzeganie typografii
Ze względu na swój interdyscyplinarny charakter typografia nie posiada jednej definicji. Za jedną z trafniejszych można uznać definicję proponowaną przez Department of Typography and Graphic Communication Uniwersytetu w Reading, według której typografia to projektowanie ułatwiające czytanie i odbiór. Definicja ta we właściwy sposób określa przeznaczenie i cel typografii, nie ograniczając jej przestrzeni jedynie do nośnika papierowego. Obecnie podkreśla się, że typografia jest ważnym narzędziem w komunikacji wizualnej.
W ten sam sposób typografię definiują polscy badacze, m.in. Tomasz Bierkowski i Jacek Mrowczyk. Według Tomasza Bierkowskiego zagadnienia związane z typografią dzielą się na dwie podstawowe grupy ukazujące jej formalny oraz funkcjonalny charakter. Ten pierwszy odnosi się do sztuki prawidłowego składu dzieła – układu graficznego, layoutu, wyglądu i estetyki publikacji, rozmieszczenia materiałów tekstowych i ilustracyjnych na stronie. Natomiast funkcjonalny charakter typografii określa osobę typografa jako interpretatora treści przekazu oraz pośrednika między nadawcą a odbiorcą.
Obecnie naturalnym środowiskiem typografii jest przestrzeń cyfrowa. Dlatego też w definiowaniu typografii konieczne jest podkreślanie ciągłej potrzeby przystosowywania tej dziedziny sztuki do coraz nowocześniejszych technologii oraz dynamicznych zmian, z którymi typografia będzie musiała się zmierzyć w przyszłości. Wykreowanie jednej, stałej i idealnej definicji typografii jest zadaniem trudnym do zrealizowania ze względu na nieustanną konieczność weryfikowania tej dyscypliny oraz dostosowywania jej do zachodzących zmian.